# Niels Knagenhielm
 Der er for få eller ingen kildehenvisninger i denne artikel, hvilket er et problem. Du kan hjælpe ved at angive troværdige kilder til de påstande, som fremføres i artiklen.

Niels Tygesøn Knagenhielm, født Knag (11. maj 1661 på Vågenæs på Søndmøre – 19. maj 1737) var en norsk lagmand.
Han var søn af Tyge Nielsen Castberg, vistnok fra Kastbjerg Sogn i Nørreherred (Randers Amt), der 1650 havde taget borgerskab i Bergen, men 1656 igen opsagde samme, da han blev sorenskriver på Søndmøre, hvor han blev gift med fogden Niels Jacobsen Knags datter Maren. Den efter morfaderen opkaldte søn Niels Knag fødtes på Vågenæs på Søndmøre 11. maj 1661, var i 1670-80-årene i huset hos sin svoger, sorenskriver Søren Bartrum i Gudbrandsdalen, og blev 1685 udnævnt til sorenskriver og 1688 tillige til foged i Finmarken, i hvilken egenskab han 1690 foretog en rejse til den russiske by Kola eller Malmis for at hævde kongens prætention på Nordfjeld og at indkræve skat af fællesdistrikterne. Over denne rejse forfattede han en ret interessant beskrivelse, der 1751 blev trykt i Danske Magazin (V, 273 ff.). I disse stillinger skal han have erhvervet anselige midler, der yderligere forøgedes gennem hans to ægteskaber. Efter at han i 1688 var blevet vicelagmand i Stavanger og 1693 i Bergen, opnåede han 1695 at blive virkelig lagmand i Bergen og købte 1710 af stiftamtmand Iver von Ahnen dennes tre sædegårde i Sogn, Kaupanger, Stedje og Losne, af hvilke den første endnu er i slægtens eje. Dette gjorde ham det ønskeligt at nobiliteres eller at komme i rangen, og han opnåede det første 1721, da han blev adlet med navnet Knagenhielm, og det sidste 1733, idet han da blev virkelig justitsråd. Han ejede derhos gården Hop på Askøen ved Bergen, som han en tid lang beboede. Han døde 19. maj 1737 og havde to gange været gift: 1. gang 25. september 1695 med Abel Margrethe Hansdatter (født i Bergen 1676), datter af toldforvalter i Bergen Hans Clausen og Ingeborg Pedersdatter Lem; 2. gang 17. maj 1702 med Veronica Elisabeth Hjort (død 1713), datter af den 1682 adlede justitsråd og landkommissarius Hans Christophersen Hiort til Sten.